# Сан-Пьетро-Мозеццо
Сан-Пьетро-Мозеццо (итал. San Pietro Mosezzo) — коммуна в Италии, располагается в регионе Пьемонт, в провинции Новара.
Население составляет 1879 человек (2008 г.), плотность населения составляет 51 чел./км². Занимает площадь 34 км². Почтовый индекс — 28060. Телефонный код — 0321.
Покровителями коммуны почитаются святые апостолы Пётр и Павел, празднование 29 июня.

## Демография
Динамика населения:

## Администрация коммуны
- Официальный сайт: http://www.comune.sanpietromosezzo.no.it